# グレシーニ・レーシング
グレシーニ・レーシング ( Gresini Racing ) はロードレース世界選手権に参戦するイタリアのレーシングチーム。MotoGPクラスではチーム・グレシーニの名前で活動している。

## チームの歴史
125ccクラスで2度の世界チャンピオンに輝いたファウスト・グレシーニが引退後の1997年に設立した。
1997年、アレックス・バロスをライダーに、V2エンジンのホンダ・NSR500Vで500ccクラスに参戦を開始する。デビューイヤーには表彰台を獲得することができた。翌1998年もバロスは残留し、新たにV4エンジンのNSR500で戦うことになった。1999年は250ccに前年限りで原田哲也との接触行為でアプリリアを追われ、他の全チームとの契約を拒否されたロリス・カピロッシを迎え、250ccクラスに参戦の場を移し、NSR250で参戦した。
カピロッシが報酬を巡って交渉決裂した事でシト・ポンスのチームに移籍し、GP500に参戦した2000年からは加藤大治郎をライダーとして迎えNSR250を駆った。2001年シーズン、大治郎はシリーズチャンピオンを獲得し、チームは翌2002年は250ccにエミリオ・アルサモラとロベルト・ロルフォを起用し、01年限りで開発が終了したNSR250で250参戦した一方、フォルトゥナ・ホンダ・グレシーニ として、大治郎をライダーに最高峰クラス(この年からMotoGPクラスに移行)に復帰を果たした。2ストロークのNSR500で参戦を開始したが、シーズン後半戦には4ストロークのRC211Vを供給された。
スポンサーが変更となりテレフォニカ・モビスター・ホンダとなった2003年シーズンは大治郎の事故死という悲劇で開幕した。彼を追悼する意味で、チームロゴにはゼッケンの "74" が追加された。チームメイトのセテ・ジベルナウは年間4勝・シリーズ2位という成績を大治郎に捧げた。
翌2004年もジベルナウはシリーズ2位となり、チームメイトのコーリン・エドワーズはシリーズ5位だった。2005年、ジベルナウはチームに残留、新たにチームメイトとなったマルコ・メランドリがシーズン2勝を収めた。
2006年はスポンサーにフォルトゥナが復帰し、メランドリとトニ・エリアスのライダーラインナップとなり、メランドリが3勝、エリアスが1勝を収めた。2007年にはフォルトゥナのスポンサーシップを失ってしまったが、両ライダーは残留した。タイヤはミシュランからブリヂストンにスイッチし，800ccのRC212Vでシーズンを戦ったが、わずか表彰台2回と期待はずれな結果に終わった。
2008年はライダーが一新され、当初はマックス・ビアッジ起用に動いたが、ホンダ側が06年の段階でビアッジには2度とバイクを供給しないと通告していたことで、アレックス・デ・アンジェリスと中野真矢のコンビとなり、新たにイタリアのスナック菓子メーカーサンカルロがメインスポンサーとなった。2009年は中野に代わりエリアスがチームに復帰し、シーズンを戦った。
2010年はMotoGPクラスはライダーを一新し、チーム復帰したマルコ・メランドリのチームメイトにルーキーのマルコ・シモンチェリが就く体制となった。またこの年から新たに始まったMoto2クラスには、降格した形となるエリアスと、ウクライナの新人ウラジミール・イワノフがモリワキのシャシーで参戦。エリアスが見事初代チャンピオンに輝き、チームに2度目のワールドタイトルをもたらした。
2011年シーズン、MotoGPクラスではメランドリに代わり青山博一がシモンチェリのチームメイトを務める。Moto2クラスのライダーは一新され、高橋裕紀とミケーレ・ピロのペアとなる。しかしMotoGPクラス第17戦での事故によりシモンチェリを失い、チームは最終戦の欠場も検討していたが追悼のためとして参戦を決意し、Moto2クラスでピロが初優勝を果たした。
2021年時点では、ホンダとの長年の関係を断っており、アプリリアがマシン供給やタイトルスポンサーを務めている。そのため、チーム名がアプリリアレーシング・チーム・グレシーニに変わっている。Moto2ではカレックスがマシン供給を行っている。また、グレシーニの死去に伴い、彼の妻のナディア・パドヴァーニが執って行っている。なおMotoGPクラスにおけるアプリリアとの契約は2021年で終了し、2022年からは新たにドゥカティからマシンの供給を受ける。第13戦アラゴンGPを前にマーベリック・ビニャーレスがサヴァドーリに代わって加入した。
2022年はアプリリアがファクトリーチームとして独立したため、ライダー体制が一新され、エネア・バスティアニーニとファビオ・ディ・ジャンナントニオを迎え入れる。二人は2014年と2015年のMoto3クラスで共に戦ってきた仲である。
2024年はマルク・マルケスとアレックス・マルケスを起用する。

## 戦績
| 年     | エントリー名                 | 車両                            | タイヤ | ライダー                                    | ランキング | ポイント | 優勝数 |
| ------ | ---------------------------- | ------------------------------- | ------ | ------------------------------------------- | ---------- | -------- | ------ |
| 2025年 | グレシーニ・レーシングMotoGP | ドゥカティ・デスモセディチ GP24 | M      | アレックス・マルケス フェルミン・アルデゲル |            |          |        |